# 黄线狭鳕
黄线狭鳕（学名：Gadus chalcogrammus），又名阿拉斯加鱈、明太鱼，為鳕属的一種鱼类。分布于朝鲜半岛东岸及日本本州西侧中部以北、日本海、鞑靼海峡、鄂霍次克海与白令海周缘、到美国加利福尼亚中部以及分布于北太平洋北部、黄海东部（很罕见）等海域。黄线狭鳕属于北太平洋北部沿岸近底层冷水性海鱼。其生存的海拔范围为-400至-30米。该物种的模式产地在鄂霍次克海及堪察加两岸。

## 分类和命名
明太鱼传统上长期分为狭鳕属（Theragra）下，但2008年的研究表示其与大西洋鳕亲缘甚近，因此移回鳕属（Gadus）。2014年，美国食药监采用了新的鳕属命名，强调其与鳕鱼的亲缘关系。
二名法上的重新分类也引发了改变俗名的讨论。现有的“阿拉斯加狭鳕鱼”（Alaska pollock）名称在国际上通行，但与现有分类不符，导致分类学和渔业专家都认为此名称有误导性。虽然和真正的狭鳕鱼都属于鳕形目，但“阿拉斯加狭鳕鱼”并非青鳕属一员，而是鳕属一员。新提出的“正确”俗名有“雪鳕”（snow cod）、“大眼鳕”（bigeye cod)、从拉丁名直译的“黄线鳕”（copperline cod）、和从次异名Gadus minor翻译的“次鳕”（lesser cod），但都没有受到广泛采用。美国国家海洋和大气管理局评论说，“（现有的俗名）可能永远都不会改变，毕竟俗名和学名就是没什么关系”。
另外，同样原属于狭鳕属的挪威狭鳕（Theragra finnmarchica）很可能只是该种的一个种群。

## 特征
本魚背鰭3個，臀鰭2個，背鰭是分開很遠，腹鰭些微地有一個瘦長的絲狀突起，側線不連續，在頭部上具側線孔。體色是橄欖綠色的到褐色的在背部上而且側邊上變成銀色與腹側灰白的，通常有有斑點的圖案或斑塊，背鰭軟條38-48枚，臀鰭軟條33-42枚，體長可達91公分，棲息在沿海，喜群游，具迴游特性，屬肉食性，以甲殼類及小魚等為食，為高經濟價值的食用魚，適合各種烹飪方式食用。

## 食用

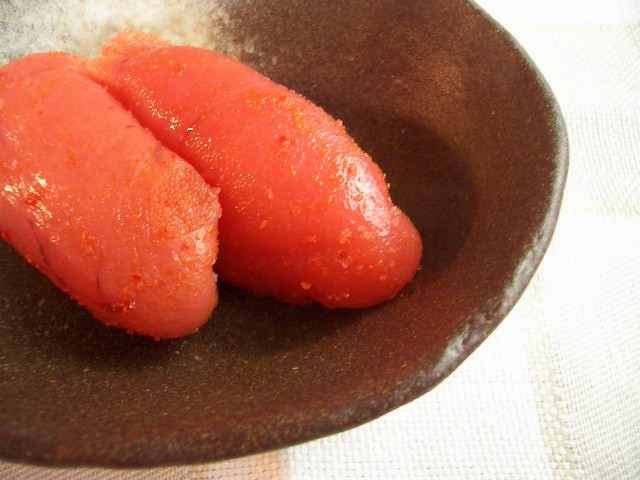
辣椒明太子

黄线狭鳕在朝鲜半岛和中国东北地区称“明太鱼”（韓語：명태어），是朝鲜族人最喜爱食用的鱼类之一，也是韩国的国鱼。
其鱼卵俗稱明太子，经辣椒等香料腌制后，日本称「辛子明太子」。
在朝鮮和韓國料理中，其精巢俗稱魚花，在烹饪后会呈现出卷曲、层叠的花状结构，因为外形类似花朵而得名。通常被用于各种辣汤、火锅或者炖菜中。
其鱼肉经裹粉后常用于煎炸鱼排，是很多西式快餐鱼堡（如麦香鱼）的原料。做成鱼浆后常用于蟹肉棒等产品。